# کوپاتی

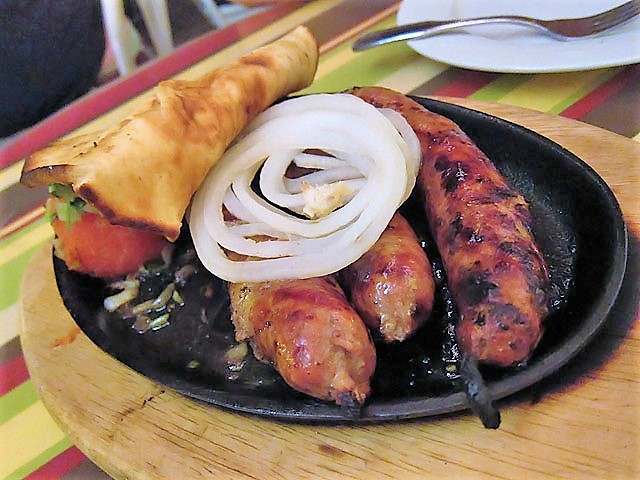
کوپاتی

کوپاتی (گرجی: კუპატი) (به انگلیسی: Kupati) نوعی سوسیس گرجی است که از گوشت چرخ‌کرده خوک، روده یا روده کوچک خوک، فلفل سیاه و پیاز تهیه می‌شود. این سوسیس در ناحیه قفقاز محبوب است.